# Ben Webster Prisen
Ben Webster Prisen er en dansk jazz-musikpris, som blev etableret af Ben Webster Fonden for at hædre danske og amerikanske jazzmusikere og andre, som arbejder aktivt med at promovere jazz i disse lande. Den amerikanske jazzmusiker Ben Webster tilbragte de sidste ti år af sit liv i København, hvor han fik en aktiv rolle i byens jazzmusik-miljø. 
Prisen uddeles engang om året ved en festlig begivenhed med koncert, som har fundet sted på forskellige jazzspillesteder, bl.a. Jazzhus Montmartre, Huset, Søpavillonen, Copenhagen Jazzhouse, Queen's Hall i Den Sorte Diamant, Christianias Jazzklub, Sofiekælderen og Tivoli. Vinderen modtager 25.000 kr.

## Vindere af Webster Prisen
| År                       | Modtager                                                | Instrument                                |
| ------------------------ | ------------------------------------------------------- | ----------------------------------------- |
| 1977                     | Jesper Thilo                                            | Saxofon, klarinet                         |
| 1978                     | Simon Spang-Hansen                                      | Saxofon                                   |
| 1979                     | Erling Kroner                                           | trombone                                  |
| 1980                     | Ole Molin                                               | Guitar                                    |
| 1981                     | Ernie Wilkins                                           | Arrangør, orkesterleder                   |
| 1982                     | Jesper Lundgaard Mads Vinding                           | Kontrabas                                 |
| 1983                     | Marilyn Mazur Bent Jædig                                | Percussion Saxofon                        |
| 1984                     | Allan Botschinsky                                       | Trompet                                   |
| 1985                     | Jørgen Emborg Cæcilie Norby                             | Piano Vokalist                            |
| 1986                     | Ole Kock Hansen                                         | Piano                                     |
| 1987                     | Jens Winther                                            | Trompet                                   |
| 1988                     | Doug Raney                                              | Guitar                                    |
| 1989                     | Thomas Clausen                                          | Piano                                     |
| 1990                     | Ben Besiakov                                            | Piano                                     |
| 1991                     | Jonas Johansen Tomas Franck                             | Trommer Saxofon                           |
| 1992                     | Søren Kristiansen                                       | Piano                                     |
| 1993                     | Kristian Jørgensen Finn Ziegler                         | Violin                                    |
| 1994                     | Niels Jørgen Steen Christina Nielsen                    | Piano, arrangør Saxofon                   |
| 1995                     | Henrik Bolberg                                          | Trompet                                   |
| 1996                     | Jacob Fischer                                           | Guitar                                    |
| 1997                     | Svend-Erik Nørregaard Carsten Dahl                      | Trommer Piano                             |
| 1998                     | Benita Haastrup Thomas Fryland                          | Trommer Trompet                           |
| 1999 (90 Års Hæderspris) | Alex Riel Niels-Henning Ørsted Pedersen Olivier Antunes | Trommer Kontrabas Piano                   |
| 2000                     | Horace Parlan                                           | Piano                                     |
| 2001                     | Pernille Bevort Per Møller Hansen                       | Saxofon Tv-producer                       |
| 2002                     | Christina von Bülow Jens Klüver                         | Saxofon Orkesterleder                     |
| 2003                     | Bob Rockwell                                            | Tenorsaxofon                              |
| 2004                     | Jan Persson                                             | jazz fotograf                             |
| 2005                     | Jan zum Vohrde                                          | Altsaxofon, fløjte                        |
| 2006                     | Morten Lund                                             | Trommer                                   |
| 2007                     | Fredrik Lundin                                          | Saxofon                                   |
| 2008                     | Niels Lan Doky Chris Minh Doky                          | Piano Kontrabas                           |
| 2009                     | Lennart Ginman                                          | Kontrabas                                 |
| 2010                     | Kresten Osgood                                          | Trommer                                   |
| 2011                     | Bo Stief                                                | Kontrabas                                 |
| 2012                     | Jan Kaspersen                                           | Piano, orkesterleder                      |
| 2013                     | Jacob Christoffersen                                    | Keyboards                                 |
| 2014                     | Sinne Eeg                                               | Vokal                                     |
| 2015                     | Uffe Steen                                              | Guitar                                    |
| 2016                     | Heine Hansen                                            | Piano                                     |
| 2017                     | Mathias Heise                                           | Mundharpe                                 |
| 2018                     | Henrik Gunde Jan Harbeck                                | Piano Tenorsaxofon                        |
| 2019                     | Kasper Tranberg                                         | Trompet                                   |
| 2020                     | Frands Rifbjerg                                         | Trommer                                   |
| 2021                     | Anders "AC" Christensen Thomas Fonnesbæk                | Kontrabas Kontrabas                       |
| 2022                     | Kathrine Windfeld                                       | Komponist, piano, arrangør, orkesterleder |
| 2023                     | Zier Romme Larsen Emil de Waal                          | Piano Trommer / orkesterleder             |
| 2024                     | Cornelia Nilsson                                        | Trommer                                   |
| 2025                     | Rasmus Sørensen Anders Mogensen                         | Piano Trommer                             |

## Ben Webster ærespriser
- 1984 - Børge Roger-Henrichsen[5]
- 1989 - Papa Bue
- 1995 - Ole "Fessor" Lindgreen
- 1996 - Svend Asmussen
- 2002 - Hugo Rasmussen
- 2003 - Arnvid Meyer
- 2006 - Ed Thigpen
- 2007 - Erik Moseholm
- 2009 - Lars Thorborg
- 2010 - Ray Pitts
- 2011 - Anders Stefansen
- 2012 - Klaus Albrectsen
- 2013 - Palle Mikkelborg
- 2014 - Tove Enevoldsen
- 2015 - Vincent Nilsson
- 2016 - Ole Streenberg
- 2017 - Jens Søndergaard
- 2018 -
- 2019 - Pierre Dørge og Finn Odderskov
- 2020 - Elith ”Nulle” Nykjær
- 2022 - Ann Farholt, Ole Olsen, Henrik Bay, Leonardo Pedersen, Mikkel Find, Jens Jefsen, Kjeld Lauritsen, Niels "Flipper" Stuart[6]
- 2023 - Gorm Valentin
- 2024 - Cim Meyer og Kjeld Frandsen